# Al Akbariyya

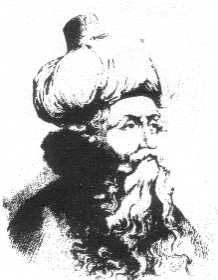
Ibn Arabi.

Al Akbariyya est une école soufie : branche de la métaphysique gnostique soufie fondée en Andalousie. Al akbariyya est un mot dérivé du surnom d'Ibn Arabi (1165-1240) qui y assurait l'enseignement philosophique et qui était connu comme Shaykh al-Akbar ("le plus grand Cheikh").